# Hermann Lein

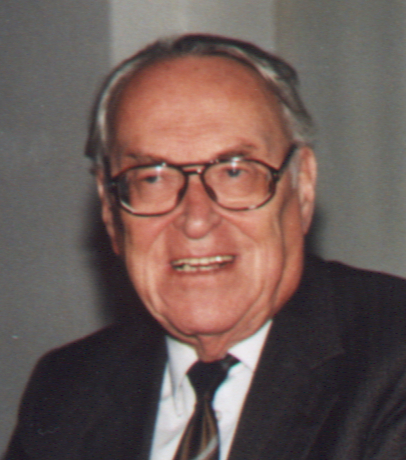
Hermann Lein bei einer Schulveranstaltung 1998

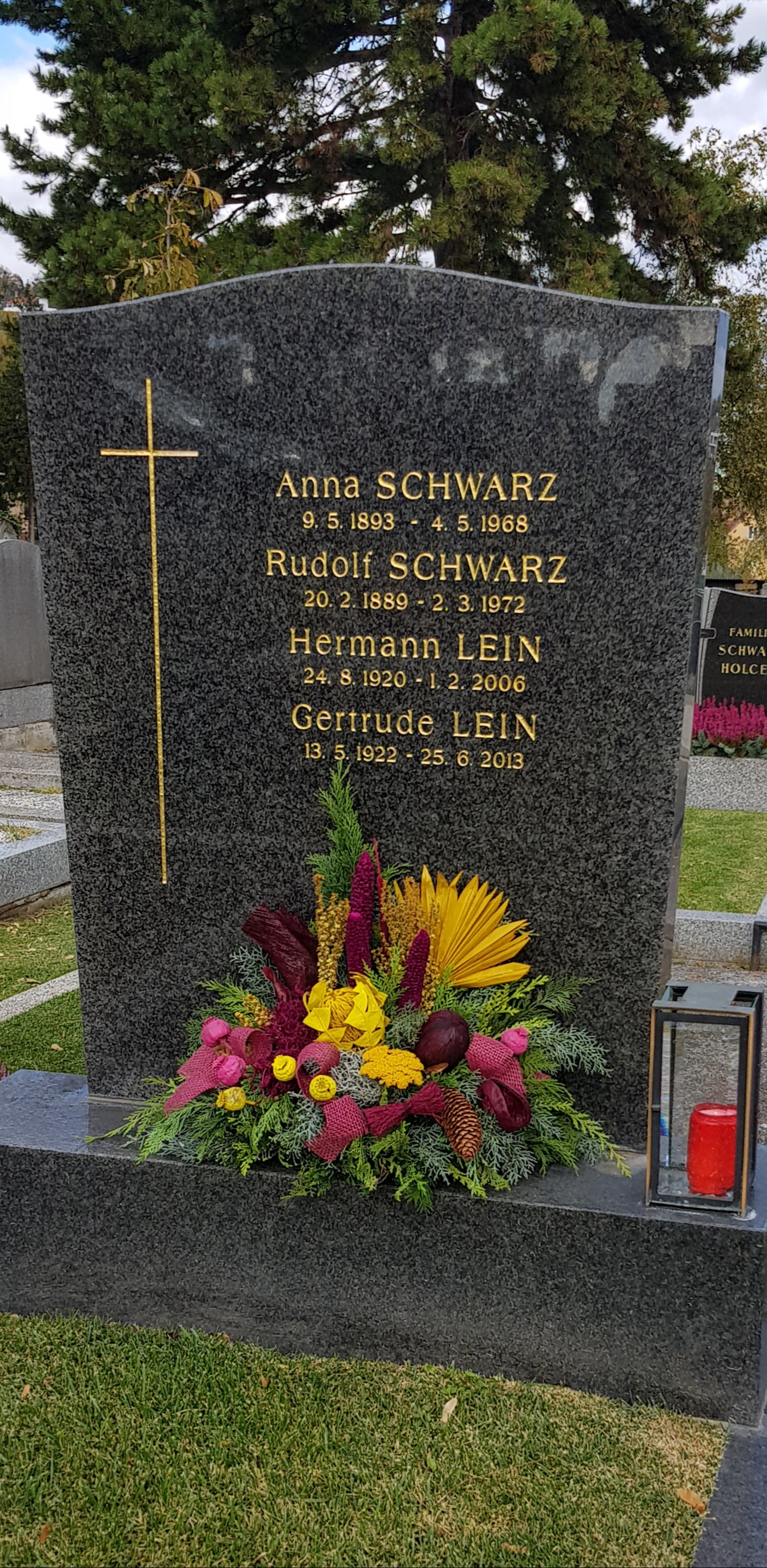
Grabmal Hermann Leins auf dem Ottakringer Friedhof

Hermann Lein (* 24. August 1920 in Wien; † 1. Februar 2006 ebenda) war ein österreichischer katholischer Widerstandskämpfer gegen den Nationalsozialismus, Zeitzeuge der NS-Verbrechen, Lehrer und Autor. Er war „Innitzer-Gardist“.

## Leben
Hermann Lein trat 1934 einer katholischen Jugendgruppe des „Bund Neuland“ bei. Hier lernte er auch seine Frau, eine sogenannte „Halbjüdin“, kennen, die er nach Kriegsende 1945 heiratete. Er war in der Zeit des Nationalsozialismus im Widerstand gegen das NS-Regime in Wien aktiv.
Am 7. Oktober 1938 nahm er an der so genannten Rosenkranz-Demonstration teil, zu welcher der Erzbischof von Wien Theodor Kardinal Innitzer aufgerufen hatte. Nach der Rosenkranzfeier wurde Hermann Lein wie auch Ferdinand Habel, Josef Kaspar, Hans Eis und Franz Ranftl der Schutzhaftbefehl zugestellt, er wurde unmittelbar danach von der Gestapo wegen „Volksaufwiegelung“ verhaftet. Zunächst wurde er am 10. Dezember 1938 ins KZ Dachau deportiert, ab September 1939 in das KZ Mauthausen. Nach 19 Monaten wurde er am 23. April 1940 entlassen.
Lein war von 1941 bis 1944 als Sanitäter bei der Wehrmacht, unter anderem in Krakau.

### Nach dem Krieg
Nach dem Ende des Zweiten Weltkrieges studierte Hermann Lein Geschichte und Deutsch. Er war zuerst als Lehrer tätig. Ab 1963 war er im Bundesministerium für Unterricht in der Kunstsektion beschäftigt. 1971 wurde er Leiter der Literaturabteilung des Ministeriums, 1977 Sektionschef für Kunstangelegenheiten. In diesen Funktionen war er u. a. für die Organisation der Vergabe der Österreichischen Staatspreise zuständig. Bei der Verleihung des Staatspreises für Roman im Jahre 1968 an Thomas Bernhard kam es dabei zu dem „Staatspreis-Skandal.“
Lein war als begeisterter Volkstänzer im Jahr 1956 Initiator und Gründungsmitglied der Bundesarbeitsgemeinschaft Österreichischer Volkstanz.
Seit 1945 war Lein Mitglied der ÖVP. Im Jahr 2000 trat er aus der ÖVP aus, weil diese eine Koalition mit der FPÖ eingegangen war.
Lein war langjähriger Vorsitzender der Lagergemeinschaft Dachau und der Österreichischen Lagergemeinschaft Mauthausen. Er war Mitglied des Österreichischen Schriftstellerverbands. 2001 wurde Lein die Kulturmedaille der Stadt Linz für „besonderes Engagement als Zeitzeuge der NS-Verbrechen“ verliehen.

## Werke
- Wilhelm Gross, Hermann Lein, Hermann Schnell: Wir schweigen nicht. Österr. Bundesverlag, 1965.
- Franz Kreuzer, Hermann Lein: Ein Leben für Österreich, Franz Jonas. Verlag für Jugend und Volk, 1969.
- Hermann Lein: Als Innitzer-Gardist in den KZs Dachau und Mauthausen. Ein Rückblick zum 50. Jahrestag. Herder, Freiburg 1989, ISBN 3-210-24933-4.
- Hermann Lein, Michael Lemberger, Werner Routil, Gerhard Suchy: Zeitzeugen im Gespräch – Dr. Hermann Lein. GS-Multimedia Verlag, 2005, ISBN 3-900999-02-3 (Hörbuch).